# François Gény
François Gény (ur. 17 grudnia 1861 w Baccarat, zm. 16 grudnia 1959 w Nancy) – francuski prawnik specjalizujący się w teorii prawa i prawie cywilnym. Od 1909 roku profesor uniwersytetu w Nancy. Reprezentował umiarkowaną odmianę szkoły wolnego prawa. Wyrażał pogląd, że niemożliwe jest sprowadzenie prawa do konstrukcji tworzonych przez prawodawcę. Uważał, że luki istniejące w prawie pozytywnym, powinno uzupełniać orzecznictwo sądowe za pomocą rozumowania opartego na wynikach badań naukowych. Jego działalność przyczyniła się do ujednolicenia prawa we Francji oraz wzrostu zaufania do sądownictwa. Jest autorem m.in. czterotomowej pracy Science et technique en droit privé positif (1919–1924) oraz współautorem O metodzie wykładni prawa (1936).